# La Yesa
La Yesa település Spanyolországban, Valencia tartományban. La Yesa Alpuente, Arcos de las Salinas, Torrijas, Abejuela, Andilla és Chelva községekkel határos. Lakosainak száma 235 fő (2024).

## Népesség
A település népessége az utóbbi években az alábbiak szerint változott:
| Lakosok száma | 279  | 250  | 264  | 260  | 256  | 259  | 234  | 229  | 227  | 235  |
|               | 2001 | 2004 | 2007 | 2009 | 2012 | 2014 | 2017 | 2019 | 2022 | 2024 |